# Otstupnik
Otstupnik (Отступник, "L'apòstat") és una pel·lícula de la Unió Soviètica rodada el 1987 a l'estudi de cinema Belarusfilm basat en la novel·la Piat' prezidentov de P. Bagriak.

## Sinopsi
L'acció té lloc en un país occidental condicional a finals del segle XX - principis del segle XXI. El protagonista, el professor Edward Miller, és un científic destacat que una vegada va superar els límits del que és acceptable a la ciència. Va inventar un aparell fantàstic capaç de multiplicar la gent, ja sigui una còpia viva del president o un soldat normal, un marmessor de la voluntat d'una altra persona. Quan el professor s'adona què aquest descobriment amenaça el món, el complex militar ja l'havia adoptat. Miller només tenia una sortida: destruir la seva descendència. Però no serà fàcil fer-ho...

## Repartiment
- Hryhori Hladi — Professor Edward Miller
- Nikolai Eremenko-Sr. - Doron
- Andrei Kaixker - Chester
- Larissa Belogurova —  Maria
- Valentina Xendrikova — Emilia
- Karina Moritz —  Linda
- Aleksander Strunin - president
- Vassili Kravtsov -  El pare de Miller
- Elena Kononenko —  La mare de Miller

## Reconeixements
El 1988 va participar en la secció oficial del XXI Festival Internacional de Cinema Fantàstic de Sitges, on va guanyar el Premi al millor actor i a la millor fotografia